# Ereszkigal
Ereszkigal – sumeryjska bogini rządząca światem podziemnym.
Imię jej może być tłumaczone jako „Królowa Wielkiego Poniżej”. W języku akadyjskim znana była jako Allatu.
Siostra bogini Isztar oraz matka Nungal. Przez związek z Enlilem jest matką Ninszubura, który był jej posłańcem. Pierwszym mężem Ereszkigal był Gugal-ana (może być utożsamiany z bogiem Ennugi), z którym miała syna imieniem Ninazu. W poemacie „Nergal i Ereszkigal” bogini poślubiła boga Nergala. Jej posłańcem był Namtar, uważany za demona plag.
Bogini mieszkała w pałacu (według Babilończyków nazywał się Egalgina) znajdującym się w Kur, do którego wchodziło się przez Ganzir. Początkowo była ona mieszkanką niebios, ale porwał ja potwór Kur. Bóg Enki starał się uwolnić boginię, lecz nie udało się i została ona na zawsze w podziemnej krainie, nie mogąc opuścić jej nawet na chwilę.
Ereszkigal była boginią groźną i nieprzychylną, a największą zawiścią pałała do swej młodszej siostry Isztar. Wywoływała obawy i uczucie lęku nie tylko u ludzi, ale i u bogów.